# Frederick Burton
Frederick Burton (Gosport, 20 ottobre 1871 – Woodland Hills, 23 ottobre 1957) è stato un attore statunitense.

## Filmografia parziale
- The Career of Katherine Bush, regia di Roy William Neill (1919)
- The Fear Market, regia di Kenneth S. Webb (1920)
- Eliotropio (Heliotrope), regia di George D. Baker (1920)
- The Education of Elizabeth, regia di Edward Dillon (1921)
- Bits of Life, regia di Marshall Neilan (1921)
- So's Your Old Man, regia di Gregory La Cava (1926)
- Il grande sentiero (The Big Trail), regia di Raoul Walsh (1930)
- Amanti senza domani (One Way Passage), regia di Tay Garnett (1932)
- La grande menzogna (No Other Woman), regia di J. Walter Ruben (1933)
- L'adorabile nemica (Theodora Goes Wild), regia di Richard Boleslawski (1936)
- Hollywood Cavalcade, regia di Irving Cummings, Buster Keaton e Malcolm St. Clair (1939)
- Joe and Ethel Turp Call on the President, regia di Robert B. Sinclair (1939)